# Antiphrisson schurovenkovi
Antiphrisson schurovenkovi là một loài ruồi trong họ Asilidae. Antiphrisson schurovenkovi được Lehr miêu tả năm 1970. Loài này phân bố ở vùng Cổ Bắc giới.